# 京王閣競輪場
京王閣競輪場（けいおうかくけいりんじょう）は東京都調布市にある競輪場。通称は東京オーヴァル京王閣（TOKYO OVAL KEIOKAKU）である。施設所有は株式会社京王閣。主催は東京都十一市競輪事業組合。競技実施はJKA東日本地区本部関東支部。レース実況は多摩川電気で担当は岩井憲一。
本項では2014年3月30日より場内に開設される地方競馬の場外勝馬投票券発売所であるofft京王閣（オフトけいおうかく）についても記述する。

## 歴史
京王閣競輪場は1949年9月24日に開設された。もともと敷地は、旧京王電気軌道（のち京王帝都電鉄、現京王電鉄）が開設した遊園地「京王閣」であったが、終戦直後に当時の東京急行電鉄（1944年に京王電気軌道は東京急行電鉄に合併）が京王閣の敷地の一部を売却し、競輪場が開設された。この経緯により、かつて記念競輪の優勝者には当時の京王帝都電鉄よりトロフィーが贈呈されていた。
1953年6月16日第9競走にて、一着に入った選手を走路妨害で失格処分としたところ、不満を感じた観客約400人が走路へなだれ込み審判長に対し殴る蹴るの暴行に及び、駆け付けた警察の介入により観客4人が暴行、器物損壊の疑いで逮捕された。
開設から、かつての後楽園競輪場に次ぐ都心からの利便性があったことから常にファンで活況を呈していたが、
1970年に主催していた東京都が美濃部亮吉都知事の方針により公営ギャンブルから撤退し、1971年からは主催が東京都十一市競輪事業組合に切り替わった。1972年1月3日には、1日の入場者数としては史上最高の72,657人を記録した。
近年まで入場者数の多さにもかかわらず、施設面では前時代的な雰囲気を漂わせていたことで知られていたが、21世紀に入り場内スタンドの大規模な改修が行われ、その直後の2001年（平成13年）にGIIの共同通信社杯競輪が開催された。その後は2003年・2006年・2009年・2012年・2015年にKEIRINグランプリが、2013年にオールスター競輪が、2015年・2017年・2021年には日本選手権競輪がそれぞれ開催された。他にも、2015年には日韓対抗戦競輪を開催している。
記念競輪 (GIII) の名称は「ゴールドカップレース」で、2018年までの開催2日目のシード優秀競走は競輪場の通称にちなんで「東京オーヴァル賞」の名称で行われていた。毎年10月に開催されるのが通例となっている。また、2023年と2026年はナイター開催として行われる。2025年は10月の記念競輪に加えて、競輪の新たな取り組みとしての3日制GIIIが、7月にナイターの「シン東京ミリオンナイトレース」、昼間の「東京オーヴァルカップレース」をそれぞれ1節実施された。
2002年10月29日からはナイター競走を｢TOKYOミリオンナイトレース｣として実施している。そして2004年7月からはA級ツイントーナメントを前半が「イレブンカップ」後半が「オーヴァルカップ」の名称で実施していたが2005年6月24日を以て終了した。また、2022年10月15日より全国30場目となるミッドナイト競輪を開始した。
トータリゼータシステムは富士通フロンテックを採用している。1991年9月に全国の競輪場で始めてマークシート方式を導入した。
2009年11月16日より重勝式投票のKドリームスの発売を開始した。この時にセガサミーホールディングスの子会社であるサミーネットワークスが『競輪TOWN』という独自の投票サイトを立ち上げたが2013年3月にサービス終了した。
SPEEDチャンネル向け中継の制作は、多摩川電気が担当している。また2021年6月からは、CS中継とは別にYouTubeで独自配信を開始し、独自配信はスタンド2階より公開放送されている。前者・後者ともにYouTubeでライブ配信されるが、アーカイブは後者のみ視聴可能である。

## マスコットキャラクター
かつてマスコットキャラクターとして怪獣をモチーフとした「ジャン太」がいたが、現在は使われていない。
2024年現在は公式にマスコットとしては定められていないものの、アニメーション制作"innocenceTV"の「キャップ」「三本松」「五本松」が登場するWeb CM「やってみるか！ケイリン」が2017年より制作されており、2020年以降の記念競輪では彼らがポスターモデルとなっており、マスコットキャラクターに準ずる扱いとなっている。

## バンクの特徴
1周400m。緩和曲線はマッコーネル（マッコンネル）。クセがなく直線の長さも標準的なバンクだが、カントが若干緩く全速で外側に膨れる傾向があり、併走時にはイン側有利。
バックスタンド裏は道路を挟んで多摩川の河川敷となっているため、風が強い時は場内へ吹き込む影響がある。ただし地理的に内陸部のため、常に風が吹くようなことはない。
大画面映像装置は1センターに設置されている。以前は500型相当のスクリーンが使用されていたが、2015年10月19日の開催から完全デジタル化に伴い、約32：9の1100型スクリーン（競輪界最大）が使用開始された。

## 場外車券売場
- ラ・ピスタ新橋 - 東京都港区（会員制。川崎競輪場主催の川崎市と共管）
- サテライト市原 - 千葉県市原市（千葉競輪場主催の千葉市と共管）
- サテライト信州ちくま - 長野県千曲市

## 歴代記念競輪優勝者
※1節4日間制開催となった、2002年4月以降の歴代記念競輪優勝者を列記。
| 年     | 優勝者     | 登録地 |
| ------ | ---------- | ------ |
| 2002年 | 伏見俊昭   | 福島   |
| 2003年 | 伏見俊昭   | 福島   |
| 2004年 | 岡部芳幸   | 福島   |
| 2005年 | 吉岡稔真   | 福岡   |
| 2006年 | 山崎芳仁   | 福島   |
| 2007年 | 後閑信一   | 東京   |
| 2008年 | 石丸寛之   | 岡山   |
| 2009年 | 後閑信一   | 東京   |
| 2010年 | 後閑信一   | 東京   |
| 2011年 | 後閑信一   | 東京   |
| 2013年 | 志智俊夫   | 岐阜   |
| 2015年 | 松坂英司   | 神奈川 |
| 2016年 | 岡田征陽   | 東京   |
| 2018年 | 平原康多   | 埼玉   |
| 2019年 | 和田健太郎 | 千葉   |
| 2020年 | 平原康多   | 埼玉   |
| 2022年 | 宿口陽一   | 埼玉   |
| 2023年 | 新田祐大   | 福島   |
| 2024年 | 犬伏湧也   | 徳島   |
| 2025年 |            |        |

### その他のG3
| 年     | 種別       | 開催名称                     | 優勝者     | 登録地 |
| ------ | ---------- | ---------------------------- | ---------- | ------ |
| 2004年 | ナイターG3 |                              | 中川誠一郎 | 熊本   |
| 2007年 | G3         | 北京オリンピック日本応援競輪 | 小橋川健一 | 千葉   |
| 2023年 | ナイターG3 | シン東京ミリオンナイトレース | 田尾駿介   | 高知   |
| 2025年 | ナイターG3 | シン東京ミリオンナイトレース | 和田健太郎 | 千葉   |
| 同年   | G3         | 東京オーヴァルカップレース   | 鈴木竜士   | 東京   |

## offt京王閣
2014年3月30日よりバックスタンド3階を改装し、地方競馬の会員制場外勝馬投票券発売所『offt京王閣』を開設した。発売されるレースは大井競馬場を中心とした南関東公営競馬4場と、その他の地方競馬の一部レースが対象となる。競輪場内に競馬の場外馬券売場が設置されるのは国内初。施設は会員制となり、入場には入会金1000円と登録が必要となる。年会費は無料で無期限有効。
offt京王閣が開設されて以降、競輪開催時にバックスタンドが使われているのは特別競輪開催時のみになっている。

## アクセス
- 京王相模原線京王多摩川駅下車。南側臨時改札より徒歩1分。
  - 競輪開催終了時には特急・急行が当駅に臨時停車することがある。
- JR南武線矢野口駅より京王自動車運行の無料送迎バスで約5分。もしくは徒歩15分。
- 競輪場・offtの有料駐車場は3コーナー付近に90台分の設置。その他京王多摩川駅周辺のコインパーキングが利用できる。